# Melito di Napoli
Melito di Napoli község (comune) Olaszország Campania régiójában, Nápoly megyében. 

## Fekvése
Nápolytól 9 km-re északra fekszik. Határai: Casandrino, Giugliano in Campania, Mugnano di Napoli, Nápoly és Sant’Antimo.

## Története
Az Appennini-félsziget egyik őslakos népe, az ausonok alapították. Később az oszkok telepedtek meg ezen a mezőgazdaságilag rendkívül termékeny vidéken. A görög, majd rómaiak érkezése után a település az ősi Atella városának vonzáskörzetébe került, később pedig Nápoly fennhatósága alá. A Nápolyi Hercegség idején határtelepülés volt a Capuai Hercegséggel. Történelme szorosan összefonódik Nápolyéval a kis távolság miatt a két település között. Ennek bizonyítéka a neve is di Napoli.

## Népessége
A népesség számának alakulása:

## Főbb látnivalói
- Santa Maria delle Grazie-templom